# Chevron B16
Pour les articles homonymes, voir B16.
Chronologie des modèles (1969-1970)
Chevron B8 Chevron B19
La Chevron B16 est une voiture de course développée par Chevron. Elle est homologuée dans la catégorie Prototype de la fédération internationale de l'automobile.

## Epilogue
Elle a été fabriquée à vingt-trois exemplaires.